# Cornificio
Cornificio (in latino Cornificius; fl. I secolo a.C.) è stato un retore romano del I secolo a.C..

## Biografia
Di Cornificio non si ha nessuna notizia certa, è un personaggio, citato anche da Quintiliano, che lo indica come il probabile autore della Rhetorica ad Herennium, attribuita impropriamente anche a Cicerone.
Non sappiamo se i cornificiani costituissero una vera e propria scuola che avesse una sua dottrina che facesse capo a Cornificio e se questi fosse storicamente il suo fondatore. Cornificio è infatti uno pseudonimo che viene attribuito nella Vita Vergilii di Donato a un personaggio che nell'opera ha il ruolo di detrattore di Virgilio.